# Марцинкевич Гаврило
Марцинкéвич Гаврило (рос. - Марценкович Гавриил, Гаврилушка) (народився у 1741 році, Глухів Ніжинського полку — помер ?,Сумська область) — український та російський співак (тенор).

## Життєпис
Народився у Глухові, Сумської області (Україна).
З дитинства співав у Глухівській капелі гетьмана Кирила Розумовського. Навчався у Глухівській співочій школі, удосконалювався в Італії. Співав найскладніші італійські арії з каденціями та мелізмами. Виступав у московському палаці гетьмана. У 1753 році К. Розумовський привіз співака до Петербурга. Професійну освіту здобув у Придворній капелі в Петербурзі у А. Вакарі. У 1753—1779 роках був камер-співаком імператриці Єлизавети Петрівни, потім солістом Придворного хору (капели) в Петербурзі. Співав партію Цефала в опері "Цефал і Прокріс" (музика італійського композитора Франческо Арайя, текст російського поета Олександра Сумарокова) , а також партію Олексія в опері "Танюша, або Щаслива зустріч" Ф. Г. Волкова (1756 р.). Володів "витонченою манерою співу". Російські критики  вважали його суперником таких відомих італійських співаків, як Фарінеллі та Челіотті.